# Hidroelektrana Čakovec
Hidroelektrana Čakovec ili HE Čakovec je hidroelektrana smještena na rijeci Dravi, a najpoznatija je po tome što je prva hidroelektrana u Hrvatskoj s cijevnim turbinama u strojarnici. To je višenamjensko postrojenje koje koristi potencijal rijeke Drave za proizvodnju električne energije, štiti taj prostor od poplava, poboljšava opskrbu vodom i odvodnju, omogućuje gravitacijsko natapanje poljoprivrednih površina uz dovodni kanal, te omogućuje uvjete za razvoj športa i rekreacije. HE Čakovec se nalazi u Varaždinskoj županiji (dionica rijeke Drave Varaždin - Hrženica). HE Čakovec je derivacijska hidroelektrana s umjetnim jezerom (akumulacijom) za dnevno i djelomično tjedno uređenje dotoka. Ukupna instalirana snaga HE Čakovec je 76 MW (2 cijevna agregata x 38 MW iz 1982.). Uz HE Čakovec se nalazi i MHE Čakovec (Mala hidroelektrana Čakovec) koja ima jedan cijevni agregat snage 1,1 MW iz 1982. i mHE Čakovec (Mini hidroelektrana Čakovec) koja ima jednu malu Kaplanovu turbinu snage 0,34 MW iz 1983. Raspoloživi bruto konstruktivni pad vode je 17,5 metara. Ukupni instalirani volumni protok je 500 m3/s. Koristan obujam umjetnog jezera je 10,5 hm3. Srednja godišnja proizvodnja električne energije je 349 GWh, dok je masimalna proizvodnja bila 440 GWh (2009.). Normalni uspor umjetnog jezera je 168 metar nad morem.

## Opis
Hidroelektrana Čakovec višenamjensko je postrojenje kojim se koriste vodne snage rijeke Drave, brani zemljište od poplava i odnošenja djelovanjem rijeke, poboljšava: odvodnja, opskrba vodom, promet, te uvjeti za razonodu, šport i izletništvo. Posebno je značajna mogućnost unapređenja poljoprivrede zahvaljujući odvodnji prekomjerno vlažnog zemljišta, poboljšanju uvjeta odvodnje šire okolice postrojenja, pouzdanoj obrani od poplava, zaštiti zemljišta od izjedanja i stvaranju uvjeta za gravitacijsko natapanje. HE Čakovec je smještena na rijeci Dravi, u blizini gradova Varaždina i Čakovca, u sjeverozapadnom dijelu Hrvatske.
Pomnim istraživanjem zaključeno je da je najpovoljnije urediti i koristiti dionicu Drave od Varaždina do ušća Mure s dvije derivacijske višenamjenske hidroelektrane podjednakog pada. Morfološka i druga svojstva rijeke na dionici uređenja takva su da se veći dio pada postiže usporavanjem, a manji deriviranjem, Stoga je brana HE Čakovec znatno viša od brane uzvodne hidroelektrane, a derivacijski kanal je kraći. I akumulacija je znatno veća od uzvodne (četvrta po veličini u Hrvatskoj), čime je stvorena mogućnost ne samo potpunog dnevnog uređenja dotoka nego i djelomično tjednog.
Hidroelektrana je smještena u dolini izgrađenoj od kvartarnih naslaga koje na području akumulacije dosežu debljinu od oko 150 m. Kvartarne naslage sastoje se od vrlo propusnog šljunka koji je na području elektrane podijeljen 1 - 3 m debelim slojem jezerskog taloga na dubini od 50 - 60 m. Podzemna voda je visoka, u prosjeku na dubini 1 - 3 m. Sve to imalo je veliki utjecaj na projekt hidroelektrane i njeno građenje, a danas na njen utjecaj na okoliš, pogon i održavanje.
Slično uzvodnoj i ova se hidroelektrana sastoji od sljedećih glavnih dijelova: obodnih nasipa, pokretnog i nasutog dijela brane, dovodnog kanala s ulaznom građevinom, strojarnice i odvodnog kanala, i ona ima u svom sastavu sedam velikih brana: dva obodna nasipa, nasuti i pokretni dio brane, dva nasipa dovodnog kanala i strojarnicu.
Obodni nasipi dužine 17,8 km i nasipi dovodnog kanala dužine 4 km izgrađeni su od šljunka i zaštićeni slabo propusnom asfalt-betonskom oblogom.
Pokretni dio brane izgrađen je u jedinstvenoj građevnoj jami u koju je procjeđivanje vode smanjeno glino-betonskim uspravnim "visećim" zidovima, koji su tako nazvani zato što ne sežu do slabo propusnih zemljišnih slojeva. Pokretnoj brani, kojoj je svojstvena velika protočnost (preko 5000 m3/s), jedinstveno je riješena temeljna ploha, čime je ostvarena velika ušteda u troškovima građenja. Uz branu smještena je riblja staza koju koristi riba koja se mrijesti uzvodno od brane.
Osnovni dio nasutog dijela brane je brana za pregrađivanje korita od kamenog nabačaja i šljunka koja se brtvi glino-betonskim "visećim" zidom i asfalt-betonskom oblogom.
Strojarnica dijeli derivacijski kanal na dovodni dužine 2,0 km (u nasipima) te odvodni iskopan u šljunku i neobložen {osim početnog dijela koji je slapište strojarnice) dužine 6,5 km.
U ovoj hidroelektrani prvi put su na Dravi i u bivšoj državi upotrijebljene cijevne turbine s vodoravnom osovinom i generatorima "u kruški". To rješenje ima određenih prednosti pred "klasičnim" proizvodnim jedinicama s uspravnom osovinom. Prednosti se očituju u manjim građevinskim troškovima strojarnice, monolitnoj konstrukciji strojarnice, turbinama s najvećim mogućim korisnim učinkom, u tome što nije potreban poseban regulator protoka, što postoji mogućnost odvoda poplavnih voda kada je elektrana izvan pogona, većoj sigurnosti i pouzdanosti pogona zahvaljujući brzom zatvaraču na izlazu. Reguliranje protoka postiže se turbinama do 70% Qt pomoću dva brza zatvarača na izlazu turbine. Zanimljivo je spomenuti da su svojedobno ove proizvodne jedinice bili svjetski rekorderi po veličini pada.
Svojstveno je ovoj hidroelektrani da u svom sastavu ima dvije male hidroelektrane. Jedna je u lijevom upornjaku brane i služi za ispuštanje propisanih količina u korito nizvodno od brane (sada 8,0 m3/s), a druga je na lijevom odvodnom jarku i koristi procjedne vode s lijeve strane jezera (sada oko 4,5 m3/s).

## HE Čakovec - snimka iz zraka 2017:
https://www.youtube.com/watch?v=oAQegUear_0

## Osnovne tehničke karakteristike postrojenja
HIDROLOŠKI PODACI                     oborinsko područje                                             15.632 km2
                                                         srednji godišnji protok                                         325 m3/s
                                                         velika voda 1% vjerojatnosti                                2.600 m3/s
                                                         velika voda 0,1% vjerojatnosti                             3.300 m3/s 
PODACI O AKUMULACIJI               površina                                                               10,5 km2
                                                         ukupna zapremnina pri srednjem protoku              51 hm3
| ENERGETSKI PODACI    | ENERGETSKI PODACI                          | normalni uspor instalirani protok bruto pad na strojarnici za Qi instalirana snaga na stezaljkama generatora moguća prosječna godišnja proizvodnja | normalni uspor instalirani protok bruto pad na strojarnici za Qi instalirana snaga na stezaljkama generatora moguća prosječna godišnja proizvodnja | normalni uspor instalirani protok bruto pad na strojarnici za Qi instalirana snaga na stezaljkama generatora moguća prosječna godišnja proizvodnja | 168,00 m n.m. Qi = 500 m3/s 17,50 m 77,44 MW 350 GWh |
| PODACI O OPREMI      |                                            | | | |                                                      |
|                      | POKRETNA BRANA                             | segmentne zapornice | segmentne zapornice | segmentne zapornice |                                                      |
|                      |                                            | | - komada | - komada | 4                                                    |
|                      |                                            | | - dužina | - dužina | 22,0 m                                               |
|                      |                                            | | - visina | - visina | 9,5 m                                                |
|                      |                                            | zaklopke | | |                                                      |
|                      |                                            | | - komada | - komada | 4                                                    |
|                      |                                            | | - dužina | - dužina | 22,0 m                                               |
|                      |                                            | | - visina | - visina | 2,8 m                                                |
|                      |                                            | | | |                                                      |
|                      | mala proizvodna jedinica ABM               | turbina | - tip | - tip | cijevna vodoravna                                    |
|                      |                                            | | - snaga | - snaga | 1,1 MW                                               |
|                      |                                            | | - instalirani protok | - instalirani protok | 10 m3/s                                              |
|                      | STROJARNICA                                | | | |                                                      |
|                      | turbine                                    | tip | tip | tip | Kaplan cijevna                                       |
|                      |                                            | broj proizvodnih jedinica | broj proizvodnih jedinica | broj proizvodnih jedinica | 2                                                    |
|                      |                                            | nazivni protok | nazivni protok | nazivni protok | 250 m3/s                                             |
|                      |                                            | konstruktivni pad | konstruktivni pad | konstruktivni pad | 17,50 m                                              |
|                      |                                            | broj okretaja | broj okretaja | broj okretaja | 125 o/min                                            |
|                      |                                            | snaga | snaga | snaga | 40,3 MW                                              |
|                      |                                            | promjer okretnog kola | promjer okretnog kola | promjer okretnog kola | 5400 mm                                              |
|                      | generatori                                 | snaga | snaga | snaga | 2 x 42 MVA                                           |
|                      |                                            | napon | napon | napon | 6,3 kV                                               |
|                      |                                            | faktor snage | faktor snage | faktor snage | cos φ = 0,95                                         |
|                      |                                            | tlak zraka generatoske ''kruške'' | tlak zraka generatoske ''kruške'' | tlak zraka generatoske ''kruške'' | 2 bar                                                |
|                      | transformatori                             | snaga | snaga | snaga | 2 x 43 MVA                                           |
|                      |                                            | prijenosni odnos | prijenosni odnos | prijenosni odnos | 6,3/115 kV                                           |
| PODACI O GRAĐEVINAMA |                                            | | | |                                                      |
| BRANE                |                                            | | | |                                                      |
|                      |                                            | Najveća visina (m) Dužina u kruni (m) | Najveća visina (m) Dužina u kruni (m) | Najveća visina (m) Dužina u kruni (m) | Zapremina (m3)                                       |
|                      | obodni nasipi                              | 15 17.760 | 15 17.760 | 15 17.760 | 2.006.000                                            |
|                      | nasuti dio brane                           | 16,4 296 | 16,4 296 | 16,4 296 | 221.000                                              |
|                      | pokretna brana                             | 24 112 | 24 112 | 24 112 | 54.000                                               |
|                      | nasipi dovodnog kanala                     | 13,5 4.000 | 13,5 4.000 | 13,5 4.000 | 1.850.000                                            |
|                      | strojarnica                                | 39 66,6 | 39 66,6 | 39 66,6 | 5.000                                                |
| OSTALE GRAĐEVINE     |                                            | | | |                                                      |
|                      | dovodni kanal                              | dužina | dužina | 2,0 km |                                                      |
|                      | odvodni kanal                              | dužina | dužina | 6,5 km |                                                      |
|                      | Mala hidroelektrana na lijevom jarku snage | Mala hidroelektrana na lijevom jarku snage | Mala hidroelektrana na lijevom jarku snage | 340 kW |                                                      |
|                      |                                            | | | |                                                      |

PROJEKT                                                                                           GRAĐENJE
ELEKTRO PROJEKT - Zagreb, Hrvatska                                             HIDROELEKTRA - Zagreb, Hrvatska
            Suradnici:       Građevinski fakultet u Zagrebu i Splitu, Hrvatska
             Institut GEOEXPERT - Zagreb, Hrvatska
             Građevinski institut - Zagreb, Hrvatska
OPREMA
RADE KONČAR - Zagreb, Hrvatska                               LITOSTROJ - Ljubljana, Slovenija
PRVA PETOLETKA - Trstenik, Jugoslavija                     GOŠA  - Smederevska Palanka, Jugoslavija
NEYRPIC - Grenoble, Francuska                                   ALSTHOM-ATLANTIQUE - Belfort, Francuska
GODINA POČETKA RADA ELEKTRANE 1982.

## Slike
- Brana HE Čakovec

## Povijest
Nakon izgradnje HE Varaždin 1975., nije došlo do normalnog nastavka sljedeće stepenice na rijeci Dravi – HE Čakovec. I o toj se građevini vodila prava borba za planski status koja je trajala nekoliko godina, a u međuvremenu se gubilo vrijeme, stajala je graditeljska oprema i osipali su se stručni kadrovi. Zbog brojnih neusaglašenih aktivnosti i očite neorganiziranosti, pripreme za gradnju trajale su pune dvije i pol godine! Bilo je mnogo sporova i mnogi su se zahtjevi za održavanjem nastavka radova morali i po sto puta ponavljati, a zaustavljani radovi ponovno pokretati! HE Čakovec je konačno puštena u pogon 1982.

## Hidroenergetski sustav Drave
Rijeka Drava ukupne je slivne površine 42 238 km2, a protječe kroz 5 europskih država. Njena duljina u Hrvatskoj je 323 kilometra. Na Dravi su izgrađene 3 hidroelektrane: HE Varaždin (1975.), HE Čakovec (1982.) i HE Dubrava (1989.), a ukupno na cijelom toku su 22 hidroelektrane. Hidroelektrane su višenamjenske, a glavne namjene su: proizvodnja električne energije, opskrba vodom, obrana od poplava, zaštita zemljišta od izjedanja (erozija), navodnjavanje, odvodnja, promet. Hidroelektrane su niskotlačne, derivacijske i s umjetnim jezerima za potpuno dnevno i djelomično tjedno izravnanje. Sve tri hidroelektrane imaju mali agregat (proizvodnu jedinicu biološkog minimuma smještenu na brani). Osim toga, HE Čakovec ima jednu, a HE Dubrava dvije male proizvodne jedinice na lijevom drenažnom jarku. Radom sve tri hidroelektrane upravlja se daljinski iz jednog središta, iz tzv. komande lanca smještene u Varaždinu. Time se ostvaruje povećanje proizvodnje električne energije optimizacijom korištenja voda, povećanje pogonske spremnosti agregata planiranjem termina i trajanja poslova održavanja i sigurno provođenje velikih vodnih valova kroz sustav hidroelektrana.

## Poplave na Dravi
Drava je u prošlosti često plavila. Nama dostupni pisani podaci o plavljenju rijeke Drave spominju, primjerice, velike poplave i javne radove na podizanju obrambenih nasipa uz rijeku Dravu kod Varaždina (na sjednicama Hrvatskoga Sabora u Varaždinu i Zagrebu 1633., 1649., 1678., 1692. i 1698.). Poplava u rujnu 1965. bila je najveći vodni val na Dravi uzvodno od ušća Mure u proteklih 120 godina. Te godine u mjesec dana prošla su 3 vodna vala od kojih je treći dosegao najvišu razinu na vodomjernoj letvi Varaždin od +424 cm i uzrokovao poplavu u Varaždinu. Protok velike vode se procjenjuje na 2800 m3/s. Zbog znatnih šteta koje su prouzročile poplave (štete od poplave u Varaždinu 1965. godine višestruko su premašile cijenu izgradnje nasipa), tih se godina intenzivirala izgradnja obrambenih nasipa. Time je postavljena i sada aktualna granica u prostoru kojom su odijeljene zemljišne površine za poljoprivrednu proizvodnju (i druge antropogene aktivnosti) od prostora.

## Stara korita rijeke Drave
Nakon izgradnje hidroelektrana gotovo sva količina vode preusmjerena je na postrojenja za proizvodnju električne struje. Starim koritom HE Varaždin, kojim je prije tekla srednja voda od 333 m3/s, sada protiče od 10 do 12 m3/s vode. S druge strane, i dalje se javljaju velike vode koje hidroenergetski objekti ne mogu u cijelosti propustiti. To su protoci veći od 500 m3/s (oko 2 000 m3/s), koji se javljaju 1, 2 ili 3 puta godišnje u trajanju od nekoliko dana, a protječu starim koritima. Osim toga, izgradnjom hidroelektrana praktično je prekinut transport nanosa (prvenstveno šljunka). Prilikom gradnje autoceste Zagreb – Goričan, zbog velike potrebe za šljunkom, otvorili su se radovi na uređenju starog korita uz HE Čakovec. Razina vode u okolnom terenu se podigla, a velika voda postiže razinu u koritu nižu nego prije izvođenja zahvata. To je dodatni razlog da se dovrši izgradnja nasipa za obranu od velikih voda. Pri tome treba imati na umu nasip ne samo kao objekt koji štiti zaobalje od velikih voda, već i kao pregradu koja štiti prostor oko rijeke od utjecaja čovjeka.